# Heavy Load
Heavy Load é uma banda de heavy metal da Suécia. Formada pelos irmãos Wahlquist no inverno de 1974/1975, é considerada a primeira banda de heavy metal do país. A banda encerrou as atividades em 1985. Em outubro de 2017 a banda anunciou seu retorno aos palcos após 33 anos, com shows marcados em festivais europeus como Keep It True, Sweden Rock Festival e Up the Hammers.

## Discografia

### Álbuns de estúdio
- Full Speed at High Level (1978)
- Metal Conquest (1981)
- Death or Glory (1982)
- Stronger Than Evil (1983)

## Integrantes
- Styrbjörn Wahlquist – bateria, vocal, percussão (1976–1985)
- Ragne Wahlquist – guitarra, vocal, keyboards (1976–1985)
- Andreas Fritz – baixo (1979)
- Eddy Malm – guitarra, vocal (1979–1985)
- Torbjörn Ragnesjö – baixo (1979–1984)
- Leif Liljegren – guitarra (1979)
- Eero Koivisto – baixo (1979)
- Dan Molén – baixo (1978–1979)
- Michael Backlund – baixo (1976–1977)